# Chilasa slateri
Chilasa slateri är en fjärilsart som först beskrevs av William Chapman Hewitson 1857.  Chilasa slateri ingår i släktet Chilasa och familjen riddarfjärilar. Inga underarter finns listade i Catalogue of Life.